# Binnrot
Binnrot ist eine Gemarkungsexklave der Gemeinde Kirchdorf an der Iller im Landkreis Biberach in Oberschwaben.

## Beschreibung

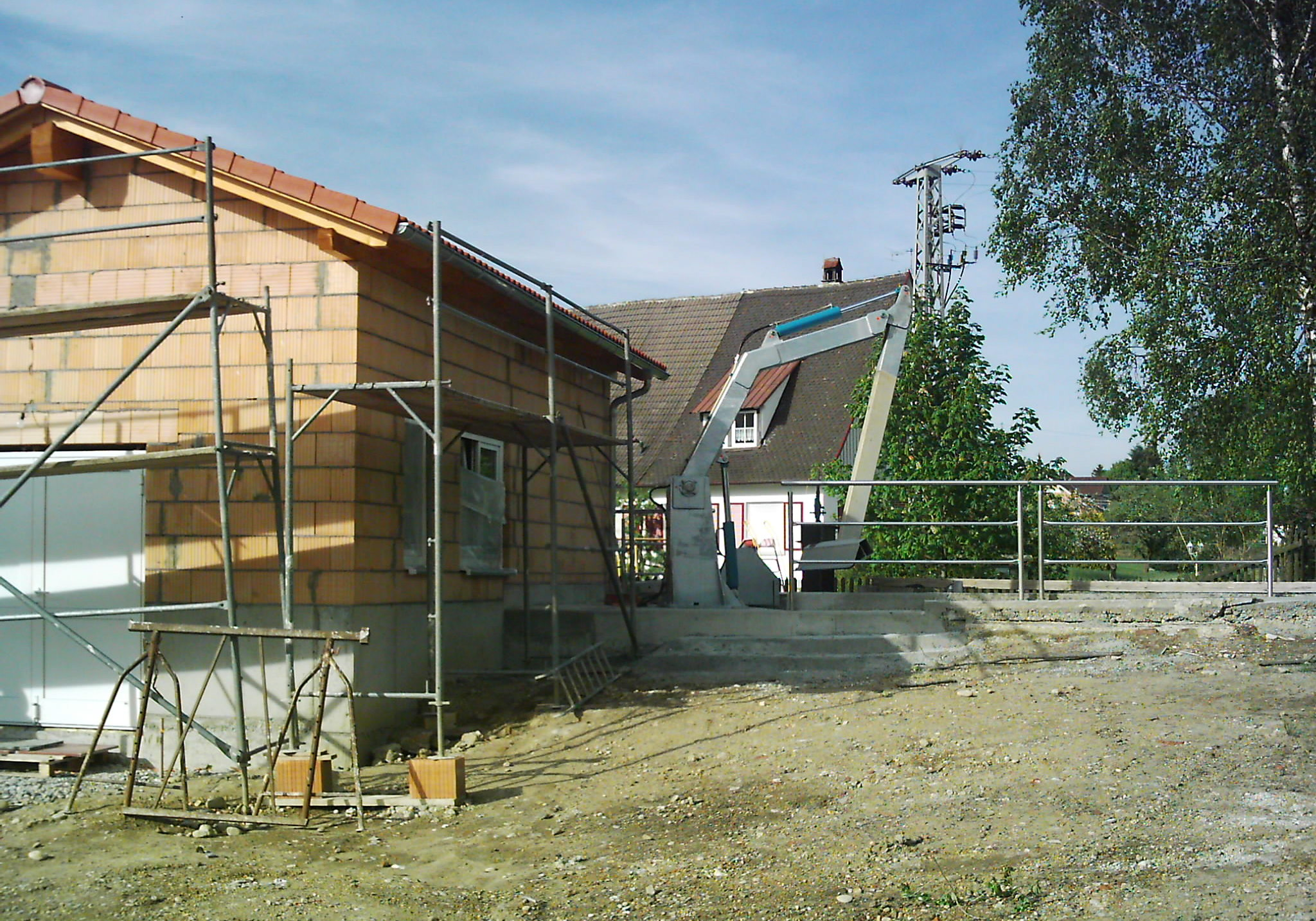
Laufwasserkraftwerk Binnrot 2007

Binnrot liegt an der Rot und grenzt im Süden an Eichenberg, im Westen an Edenbachen, im Norden an Bechtenrot und im Osten an Bonlanden. Es bildet zusammen mit Waldenhofen eine 165 ha große Gemarkungsexklave unter der Verwaltung der Gemeinde Kirchdorf an der Iller. Der Ort zieht sich vom Kloster Bonlanden entlang einer abfallenden Talaue zur Rot und ist von der Landwirtschaft geprägt. An der Rot befindet sich ein privat betriebenes Laufwasserkraftwerk.

## Bauwerke
- Bruder-Klaus-Kapelle erbaut um die Mitte des 18. Jahrhunderts